# عدنان طعيس
عدنان طعيس عكار المنتفقي وهو عداء عراقي في مسافة 800 م و 1500 م ولد في يوم 24 آذار 1980 في مدينة الكوت في محافظة واسط في العراق تمكن هذا العداء من إحراز المدالية الفضية للعراق في سباق 800 م في دورة الألعاب الآسيوية 2010 في غوانغزهو في الصين وفي دورة الألعاب الآسيوية 2014 في إنشيون في كوريا الجنوبية أحرز المدالية الذهبية الأولى للعراق ومع أنه احتل المركز الرابع في السباق إلا أن المداليات الثلاثة الأولى كانت قد سحبت من العدائين القطري والبحريني لأنهما مجنسان وسحبت من العداء السعودي الذي أحرز المركز الثالث لأنه أوقع عداء آخر، كما أنه أحرز المدالية الذهبية في سنة 2012 في بطولة آسيا لألعاب القوى وألتي أُقميت في تايلاند عندما حقق 1,47، وقد شارك هذا العداء أيضاً في أولمبياد لندن 2012. تم اختياره كأفضل رياضي في محافظة واسط للعام 2014 في مهرجان الكوت نت للإبداع الواسطي 8 للإنجازات التي قدمها خلال العام.